# Липа (Дубенський район)
Ли́па — село в Україні, у Мирогощанській сільській громаді Дубенського району Рівненської області. Населення становить 500 осіб.
У селі є початкова школа, будинок культури, бібліотека, фельшерсько-акушерський пункт, мешканцями села збудована церква (Димитрія Солунського).
Сусідні села Мирогоща Друга, Мирогоща Перша, Костянець.

## Географія
У селі бере початок річка Липка, права притока Ікви.

## Історія

### Археологічні знахідки
За джерелом 2.
В Дубенському краєзнавчому музеї зберігаються численні свідчення ранніх поселень в околицях села (дослідження М. О. Тіханової).
Відомі археологічні знахідки в Липі і в Мирогощі краєзнавця-археолога В.Ткача, Ю. В. Шумовського.
20-18 тисяч років тому, вважають археологи, поблизу села Липа були групи стоянок, які названі Липською культурою. Там нараховувалося до 70 осіб. Знайдено кістяні вістря і крем'яні наконечники дротиків.
Дослідження В. П. Савича про «Липські стоянки» знаходяться у Львівському історичному музеї.
Окремі матеріали пізніших досліджень є в археологічному музеї Львівського університету, частково у Петербурзі.

### Деякі історичні факти
- У 1906 році село Дубенської волості Дубенського повіту Волинської губернії. Відстань від повітового міста 10 верст, від волості 11. Дворів 52, мешканців 470[1].
- У 1909 році в селі Липа засноване однокласне училище від Міністерства Народної Освіти, у якому навчалося 65 дітей. Зараз в селі Липа є початкова школа. Тривалий час в школі працювала вчителем Корнійчук Ірина Йосипівна.
- 7 (20) листопада 1917 року, відповідно до Третього Універсалу Української Центральної Ради, увійшло до складу Української Народної Республіки[2].
- На 1936 рік село входило до ґміни Дубно Дубенського повіту[3].
- До 1939 року село входило до складу Польщі.
- У роки війни чимало мешканців міста входили до складу загону Української повстанської армії, що діяв в околицях села
- Відомо, що сільчани Липи брали активну участь у роботі гуртка «Просвіта». Певний час у селі проживав Сергій Козицький (композитор, художник, збирач фольклору), який після переїзду в Дубно очолив «Просвіту».
- Відомо з розповідей очевидців, що в роки війни через село двічі проходило партизанське з'єднання Сидора Ковпака.
- 12 червня 2020 року, відповідно до розпорядження Кабінету Міністрів України № 722-р від «Про визначення адміністративних центрів та затвердження територій територіальних громад Рівненської області», увійшло до складу Мирогощанської сільської громади[4].
- 19 липня 2020 року, в результаті адміністративно-територіальної реформи та ліквідації  Дубенського (1939—2020) району, село увійшло до складу новоутвореного Дубенського району[5].

## Населення

### Мова
Розподіл населення за рідною мовою за даними перепису 2001 року:
| Мова       | Кількість | Відсоток |
| ---------- | --------- | -------- |
| українська | 500       | 100%     |

## Відомі люди
- Сергій Козицький — композитор, просвітник, художник, збирач фольклору. Певний час мешкав у селі, після переїзду в Дубно очолив «Просвіту».
- Поліщук Віктор Варфоломійович — юрист, відомий публіцист чималий час проживав з родиною.
- Корнійчук Ірина Йосипівна — кілька десятиліть працювала вчителем Липенської початкової школи
- Гандзюк Серафим Протасович — вчитель, ветеран німецько-радянської війни. Помер у 1986 році.
- Хоменко Любов Федотівна — жителька села, просвітянка.
- Шуляк Микола — житель села, просвітянин.
- Дмитрук Василь Петрович — уродженець села, кандидат наук (технічних). Займався військово-технічними розробками. Помер у 2000 р.
- Тарасюк Павло Васильович — уродженець села, під час воєнного лихоліття пішов в УПА.
- Тарасюк Павло — уродженець села, художник. Проживає у місті Львів. Роботи експонуються також за межами України — у Польщі, Сполучених Штатах Америки, Австрії, Німеччині.
- Федорук Ніна Лаврентіївна — жителька села, тривалий час працювала в селі медичним працівником.
- Яцюк Надія Миколаівна (Шуляк)- жителька села, викладач української мови і літератури Мирогощанського сільськогосподарського коледжу, автор літературної збірки «Берегині», учасник «Просвіти». Закінчила Київський державний університет імені Тараса Шевченка. Входить до числа організаторів Всеукраїнської науково-практичної конференції з теми «Значення історичного краєзнавства і етнографії у формуванні майбутніх фахівців».
- Яцюк Володимир Васильович — житель села, викладач Мирогощанського сільськогосподарського технікуму (нині Мирогощанський аграрний коледж).
- Шуляк Андрій Миколайович — уродженець села, військовий, полковник
- Корчук Володимир Дмитрович — уродженець села, військовий лікар, ветеран війни Афганістані
- Поліщук Володимир Павлович — уродженець села, один з керівників Генеральної прокуратури України
- Северенюк Михайло Силович — активіст руху ОУН-УПА в роки перші війни (зв"язковий), в останні роки війни — в"язень нацистського концентраційного табору.
- Корнійчук Володимир Митрофанович народився у 1925 році в селі Липа. З 1944 по 1950 роки присвятив військовій службі. З 1944 року служив у запасному полку в Башкирії, станція Алкіно. Пізніше перебував у Маршовому полку в Саратовській області. В 1945 році цей полк відправлено до Чехії, а згодом до Монголії в японську дивізію (м. Цецекар та порт Дорн). В цей період Володимир Митрофанович важко захворів, перебував на лікуванні. Службу продовжив у Хабаровську в 100-ій роті, яка охороняла штаб дивізії маршала Маліновського. Згодом полк було розформовано і відправлено в Оренбург в 210 дивізію 175-й полк (1946 рік), де Володимир Митрофанович перебував до кінця служби.
- Манелюк Сергій Борисович народився у 1920 році. Рядовий. Пройшов фронтовими дорогами України, тримав оборону Кавказу. Нагороджений медалями «За перемогу над Німеччиною», «За відвагу», «За бойові заслуги», «За оборону Кавказу», Орденом Вітчизняної війни ІІ ступеня, ювілейними нагородами. Помер у 1992 році.
- Корчук Дмитро Петрович народився 1919 року в селі Липа. На фронт пішов з міста Запоріжжя, де проходив строкову службу. Звільняв Україну, Молдову, Австрію. Військове звання — старшина. Нагороджений медалями «За перемогу над Німеччиною», «За бойові заслуги». Помер у 1986 році[7].